# Sharon Brauner
Pour les articles homonymes, voir Brauner.
Sharon Brauner, née le 21 août 1969 à Berlin-Ouest, est une actrice allemande. Elle est la nièce de l'acteur Artur Brauner.

## Filmographie partielle
- 1980 : Primel macht ihr Haus verrückt de Monica Teuber - Primel
- 1983 : La Traque (Wedle wyroków twoich...) de Jerzy Hoffman - Ruth
- 1992 : Les Routiers (Auf Achse), série télévisée
- 1995 : La Joyeuse Tribu, série télévisée - Ebba
- 1997 : Nuits perdues, série télévisée - Eva
- 2001 : STF, série télévisée
- 2003 : Parfum d'amour ( Club der Träume - Türkei, Marmaris), téléfilm de Berno Kürten - Simone
- 2005 : Schloss Einstein, série télévisée
- 2006 : Le Dernier Train (Der letzte Zug) de Joseph Vilsmaier et Dana Vávrová : Erika Friedlich
- 2018 : Le Dernier Souper (Das letzte Mahl) de Florian Frerichs - Rebekka Glickstein

## Discographie
- 2003 : Sharon
- 2009 : Glücklich unperfekt
- 2013 : Lounge Jewels
- 2015 : Live Jewels